# Ландщейн
Ландщейн (на чешки: Landštejn) е един от средновековните замъци на Чешката република, разположен в окръг Индржихув Храдец в Южночешкия край. Замъкът е основан през първата половина на 13 век в романски стил и е допълнително разширен в готически и ренесансов стил. Разрушен е през 1771 г.

## История на замъка
До 1222 г. територията на района е част от Моравското маркграфство, но след смъртта на маркграф Владислав III, тя попада под властта на крал Отакар I. Пршемисъл Отакар полага основите на замъка, за да служи като граничен пост на моравско-австрийската граница. Първият собственик на замъка е Гартлиб от Хиршберк, васал на Пршемисловците в периода 1222 – 1236 година. След 1259 г. сградата става собственост на ломницко-тршебонския клон на Витковичите, който, по името на замъка, получава името Владетели на Ландщейн.
При Ландщейните замъкът заема важно стратегическо положение, тъй като контролира търговския път от Италия и Австрия към вътрешността на Чехия и по-нататък към Полша. Това благоприятно положение на замъка става причина през XIV век Ландщейн да стане обект на спор между Вилем I от Ландщейн и неговия роднина Индржих II от Храдец. Последният в крайна сметка печели спора и печелившият търговски път започва да минава през Индржихув Храдец, а не през Ландщейн. Това води до значителни финансови загуби за собствениците на замъка.
След смъртта на Вилем I, през 1356 г. Ландщейн преминава в собственост на краля, а след това, през 1381 г., е предоставен на дворянския род Крайирж, заедно с околните владения. По време на управлението им, Ландщейн е съществено преустроен и разширен в ренесансов стил. Издигнати са мощни укрепления, построени са големия двор и ренесансов дворец.
През 1579 г. замъкът е продаден на австрийския барон Щефан фон Айнцинк, който след 20 години съответно го продава на Давид Ноймайер от Ихлава. Замъкът е конфискуван след битката при Бялата планина (1620 г.). През XVII век замъкът променя собствениците си пет пъти. През 1685 г. става собственост на рода Хербщейн.
През 1771 г. в резултат на голям пожар замъкът напълно изгаря и след това вече не е възстановен. Допълнителното разрушение на замъка е улеснено от местните жители, които използват камъните от руините за строежи на къщите си. През 1945 г. руините на замъка са конфискувани и преминават в собственост на държавата.
Към второто десетилетие на 21 век, Ландщейн е седмият най-посещаван замък в Южночешкия край – през 2011 г. е посетен от над 42 хиляди души.

### Владетели
- Владетели на Хиршберк (началото на 13 век – 1259 г.)
  - Гартлиб of Хиршберк (1222 – 1236)
  - Олдржих от Ландщейн (преди 1256 – 1259)
- Ландщейни (1259 – 1356)
  - Сезим I от Ландщейн (1259 – около 1293)
  - Вилем I от Ландщейн (1356)
- Крайиржи от Крайка (1381 – 1579)
  - Конрад Крайирж от Крайка (1381 – ?)
- Щефан фон Айнцинк (1579 – 1599)
- Давид Ноймайер (1599 – 1620)
- Мохрови от Лихтенег (1623 – 1639)
- Й. Куен от Беласи и Лихтенег (1639 – 1668)
- Черни от Худениц (1668 – 1685)
- Владетели на Хербщейн (1685 – 1846)
- Щернбахи (1846 – 1945)